# Janus Egyetemi Színház
A Janus Egyetemi Színház a Pécsi Tudományegyetem színháza.

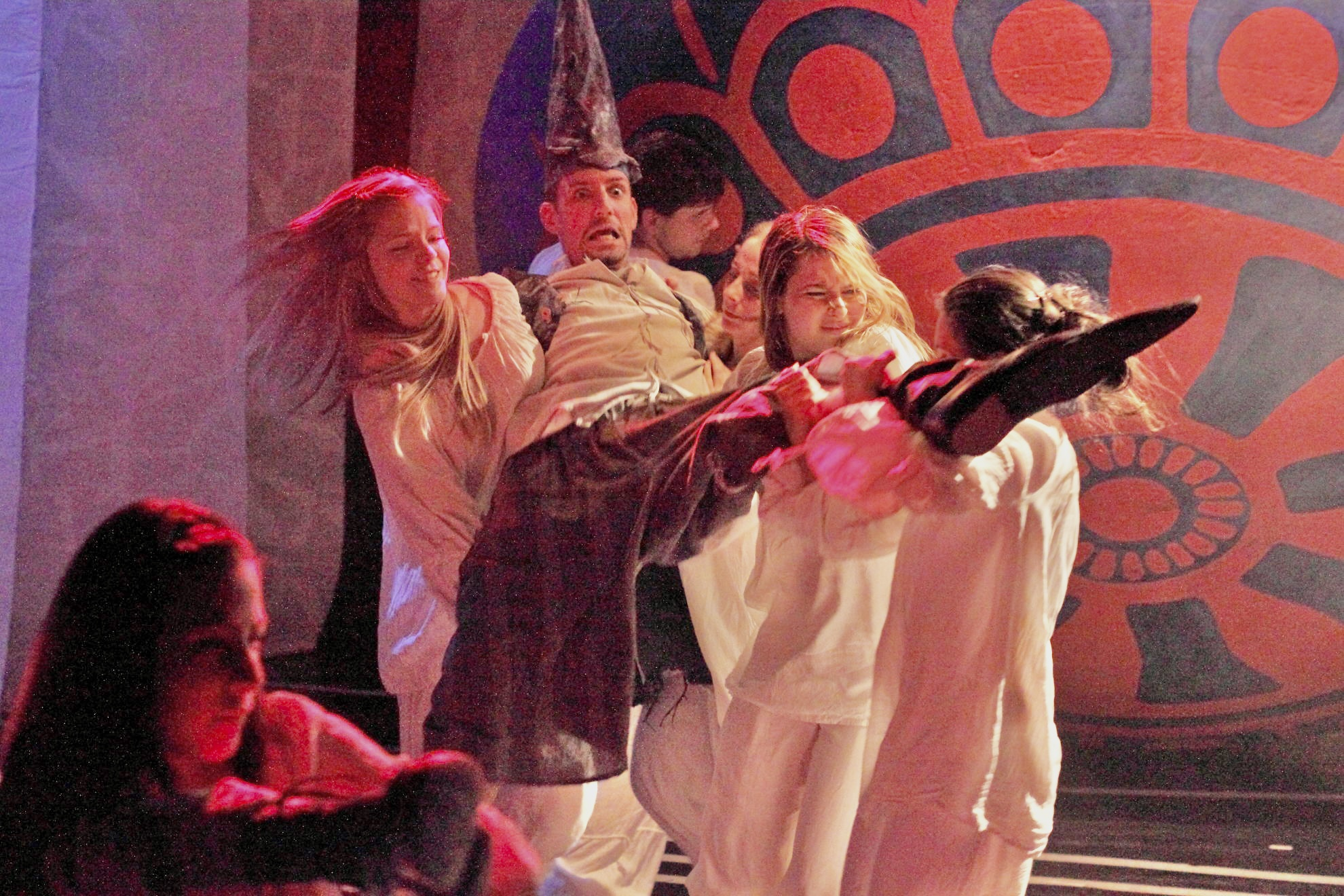
A Holdbeli csónakos című előadás (2011)

## Története
A Janus Egyetemi Színház 1996-ban jött létre. Pécsen korábban nagy hagyományai voltak az egyetemi színjátszásnak. Országos szakmai visszhangot keltett a Tanárképző Főiskola Nyitott Színpadának Örkény trilógiája a nyolcvanas években, a Pécsi Kisszínházban működő Egyetemi Színpad pedig nagy közönségsikerrel hozta létre a produkcióit a kilencvenes évek elején. De pár évvel később az intézményi átszervezések és a költségvetési keretek csökkenése kiszorította az egyetemi színjátszást a város művészi – művelődési intézményeiből. Ezért Mikuli János és Tóth András Ernő kezdeményezte (több egyetemi tisztségviselő és oktató támogatásával), hogy a JPTE fenntartásával jöjjön létre diákszínház. A színház támogatására létrehozták az Alternatív Színházi Műhely Alapítványt. A JESZ első évadában már kialakult az a program, amely ma is alapjaiban határozza meg a színház működését:
1. A Janus Egyetemi Színház saját bemutatói ,
2. Képzések, tréningek, táborok és az ezekhez kapcsolódó egyetemista előadások,
3. Befogadó színházi előadások (a hazai alternatív és kísérleti színházak legjobb produkcióiból).

1997 őszén megnyílt az egyetem egyik épületének pincéjében a Janus Egyetemi Színház. Az intenzív munka során kialakult és egyre képzettebbé vált az egyetemista színészgárda, de idősebb alternatív színészek és hivatásosok is tagjai a társulatnak. A JESZ a kezdetetektől fogva több rendezővel dolgozik. Talán ez tette lehetővé, hogy a társulat nyitott tudott maradni, többfajta színházi nyelven képes megszólalni és munkája folyamatos. 30-50 fős társulatával évente 4-5 bemutatót tart, és 80-90 alkalommal áll közönség elé.
A JESZ 1997-től jelen van a legfontosabb hazai alternatív fesztiválokon, produkciói több díjban részesültek, 1999-től pedig külföldi találkozókon képviselheti a hazai alternatív színjátszást (Németország, Litvánia, Románia, Szerbia, Törökország, Belgium). A Janus Egyetemi Színház 1999 óta rendszeresen megszervezi az Egyetemi Színházi Fesztivált.
2000 tavaszán a JESZ színháztermének födémje megrepedt, alkalmatlanná vált a színházi munka befogadására, ezért a Janus Egyetemi Színház 2000 és 2002 között a Pécsi Nemzeti Színházban dolgozott, itt mutatta be előadásait. 2003. február elején elkészült a JESZ új játszóhelye az egyetemen (Szántó Kovács János u. 1.), amit 2008-ban átalakítottak. Generációk váltották egymást, de a színház munkája folyamatosan magas szintű maradt. A JESZ 2006-ban a PTE Egyetemi Kultúráért elnevezésű díjában részesült, kapcsolatai kiterjedtek, fesztiválja nemzetközivé vált.
2011 őszén a 15 éves Janus Egyetemi Színház professzionális stúdiószínházi tereket vehetett birtokba a Zsolnay Kulturális Negyedben.

## Társulata 2020/2021
- Mikuli János
- dr. Tóth András Ernő

- Ágoston Gáspár
- Arató Ármin
- Balog Zita Mária
- Bék Zsófia
- Dobos Dóra
- Farkas B. Szabina
- Funk Iván
- Gácsik Dénes Frigyes
- György Zoltán Dávid
- Győri Bianka
- Háber Krisztián
- Hágen Zsuzsa
- Herczig Zsófia
- Hetesi Júlia
- Hollósi Orsolya
- Horváth Nándor
- Inhof László
- Jóna Lilla
- Keresztesi József
- Kopa Marcell
- Kopeczky Péter
- Kőhalmi Kamilla
- Kuti Letícia
- László Csaba
- László Rebeka
- Major Ágnes
- Mekis Flóra
- Mészáros Dávid
- Nagy Henrik
- Ódé Bianka
- Ötvös Zoltán
- Pásztó Renáta
- Popa Máté
- Radnai Éva
- Sarus Tamás
- Solymosi Dominik
- Somogyi Bianka
- Szabó Márk József
- Tárnoki Márk
- Tolnay Donát
- Vlasits Barbara
- Zakariás Máté

## Fontosabb bemutatói
| - Durringer: Reszket a Hold (1996. r.: Mikuli János) - Darvasi László: Vizsgálat a rózsák ügyében (1996. r.: Mikuli János) - Laing: Tényleg szeretsz…? (1997. r.: Szabó Attila) - Parti Nagy Lajos: Ibusár (1998. r.: Mikuli János) - Jean Cocteau: Az Eiffel-torony násznépe (1998. r.: Tóth András Ernő) - Venyige Sándor: Nap, árnyék, boszorkány (1999. r.: Mikuli János) - Büchner: Leonce és Léna (1999. r.: Szilágyi Eszter Anna) - Lorca: Yerma (2000. r.: Szabó Attila) - Darvasi László: Bolond Helga (2000. r.: Mikuli János) - Kárpáti Péter: Pájinkás János (2001. r.: Szabó Attila) - Tzara-Szenthkuthy: Gyász szív (2001. r.: Tóth András Ernő) - Witold Gombrowicz: Yvonne, a burgundi hercegnő (2002. r.: Szilágyi Eszter Anna) - Shakespeare: Lóvátett lovagok (2003. r.: Tóth András Ernő) - Weöres Sándor: A kétfejű fenevad, avagy Pécs 1686-ban (2003. r.: Mikuli János) - Heiner Müller – Mészáros Péter: Hamletgép (2003. r.: Tóth András Ernő) - Én, Kassák Lajos (2004. r.: Tóth András Ernő) - Karácsony Benő – Venyige Sándor: Napos oldal (2004. r.: Mikuli János) - Szabó Máté: Albérleti színjáték (2005. r.: Szabó Máté) - Brecht, versek, dalok (2005. r.: Tóth András Ernő) - Molière: Tartuffe (2005. r.: Mikuli János) - "ez a mi munkánk" – J.A.V.M. (2006. r.: Tóth András Ernő) - Dürrenmatt: A nagy Romulus (2006. r.: Mikuli János) - Katona Imre: Arisztophanész madarai (2006. r.: Katona Imre) - Örkény István: Pisti a vérzivatarban (2006. r.: Mikuli János) - Lucille Flecher: Téves kapcsolás (2007. r.: Mészáros Péter) - Majakovszkij – misztérium (2007. r.: Tóth András Ernő) - Ion Luca Caragiale: Az elveszett levél (2007. r.: Mikuli János) - Stanislaw Ignacy Witkiewitcz: Walami Witkacy (2007. r.: Rosner Krisztina) | - Jarry nyomán Katona Imre: Übütragédia (2008. r.: Katona Imre) - Schiller: Ármány és szerelem (2008. r.: Mikuli János) - Plautus: A hetvenkedő katona (2008. r.: Tóth András Ernő) - Jövés/menés (2008. r: Rosner Krisztina) - Federico García Lorca: Buster Keaton sétája (2009. r.: Mészáros Péter) - Márk evangéliuma /Borges nyomán/ (2009. r.: Kányádi Szilárd) - Arthur Schnitzler: Körtánc (2009. r.: Vargyas Márta) - Móricz Zsigmond: Nem élhetek muzsikaszó nélkül (2009. r.: Mikuli János) - Euripidész: Bakkhánsnők (2009. r.: Balogh Attila) - Euripidész: Íphigeneia Auliszban (2010. r.: Rácz Attila) - Handke: Kaspar (2010. r.: Szemessy Kinga) - Shakespeare: A makrancos hölgy (2010. r.: Mikuli János) - Euripidész: Küklopsz (2010. r.: Tóth András Ernő) - Déry Tibor: Az óriáscscsecsemő (2010. r.: Tóth András Ernő) - Molière: A fösvény (2011. r.: Mikuli János) - Bertolt Brecht: Egy fő az egy fő (2011. r.: Laboda Kornél) - "nincs rád szükség" (2011. r.: Tóth András Ernől) - Weöres Sándor: Holdbeli csónakos (2011. r.: Mikuli János) - Csehov: Platonov (2012. r.: Rácz Attila) - Goldoni: Mirandolina (2012. r.: Tóth András Ernő) - Erdős Virág: Mara halála (2012. r.: Guth Anita) - Szophoklész: Antigoné (2012, 2013) - Vörösmarty Mihály: Csongor és Tünde (2013. r.: Tóth András Ernő) - Móricz: Úri muri (JESZ-PNYSZ), 2013. r.: Mikuli János) - Csoóri Sándor: Halálra táncoltatott lány (JESZ, 2013. r.: Mikuli János) - Petőfi Sándor: A helység kalapácsa (JESZ, 2014. r.: Tóth András Ernő) - Samuel Beckett: Szöveg és zene (JESZ, 2014. r.: Zakariás Máté) - Keresztesi József: Szerelmem Majomúr, avagy nagy esők Londonban, Afrikában (r.: Köles Ferenc) - Arany János: Toldi (r.: Solténszky Tibor) - Elszakadóban – Tudósítás egy Mozgó Világról (r.: Fábián Péter, Benkó Bence) - Magammal viszem – Közösségi színház (JESZ, 2021. r.: Zakariás Máté) |

## Fontosabb fellépések, díjak
| - ODE Fesztivál- Veszprém, 1997 – különdíj /Durringer: Reszket a Hold (r.: Mikuli János)/ - Kazincbarcikai Nemzeti és Nemzetközi Fesztivál, 1998 – különdíj; /Parti Nagy Lajos: Ibusár (r.: Mikuli János)/ - Országos Egyetemi és Főiskolai Színjátszó Fesztivál- Pécs, 1999 – fődíj; /Cocteau: Az Eiffel-torony násznépe (r.: Tóth András Ernő)/ - Alternatív Színházi Szemle- Budapest, 1999- különdíj /Cocteau: Az Eiffel-torony násznépe (r.: Tóth András Ernő)/ - Göppingen, XXXVI. Theatertage, 1999 (Németország) /Cocteau: Az Eiffel-torony násznépe (r.: Tóth András Ernő)/ - II. Országos Egyetemi Színjátszó Fesztivál- Pécs, 2000 – legjobb műhelymunka /Venyige Sándor: Nap, árnyék, boszorkány (r.: Mikuli János)/ Büchner: Leonce és Léna (1999. r.: Szilágyi Eszter Anna)/ - Kazincbarcikai Nemzeti és Nemzetközi Fesztivál, 2000 – legjobb alakítás Barkó György /Venyige Sándor: Nap, árnyék, boszorkány/ - 11. Nemzetközi Színjátszó Fesztivál Fellbach /Németország 2000./ - Venyige Sándor: Nap, árnyék, boszorkány (r.: Mikuli János)/ - Nemzetközi Egyetemi Színjátszó Fesztivál, Pécs, 2001 – rendezői díj: Tóth András Ernő, dramaturg díj: Mikuli János, színész díj: Sólyom Katalin, Vidéki Péter /Darvasi László: Bolond Helga (r.: Mikuli János) Tzara-Szenthkuthy: Gyász szív (r.: Tóth András Ernő)/ - Göppingen, XXXVIII. Theatertage, 2001 (Németország) - /Tzara-Szenthkuthy: Gyász szív (r.: Tóth András Ernő)/ - Alternatív Színházi Szemle- Budapest, 2002. – legjobb alakítás Köles Ferenc /Kárpáti Péter: Pájinkás János/ - Forumas3 Nemzetközi Egyetemi Színjátszó Fesztivál, Vilinius /Litvánia/, 2002 – különdíj; /Tzara-Szenthkuthy: Gyász szív (r.: Tóth András Ernő) - Kazincbarcikai Nemzeti és Nemzetközi Fesztivál, 2002 – legjobb alakítás Köles Ferenc /Kárpáti Péter: Pájinkás János/ - Göppingen, XL. Theatertage, 2003. (Németország) /Shakespeare: Lóvátett lovagok (r.: Tóth András Ernő)/ - Lörrach, Internationaler Theater Treff, 2006 (Németország) /Örkény István: Pisti a vérzivatarban (r.: Mikuli János)/ - Vendégjáték Székelyudvarhelyen és Gyergyószentmiklóson 2007. /Örkény István: Pisti a vérzivatarban (r.: Mikuli János)/ - Göppingen, Internationaler Theatertage, (Németország) 2007. | /Örkény István: Pisti a vérzivatarban (r.: Mikuli János)/ - Vendégjáték a belgrádi Drámai színházban, 2008 /Majakovszkij – misztérium (r.: Tóth András Ernő)/ - Kazincbarcikai Nemzeti és Nemzetközi Fesztivál, 2008 /Majakovszkij – misztérium (r.: Tóth András Ernő)/ - Vendégjáték a marosvásárhelyi Színművészeti Egyetemen, 2008 /Ármány és szerelem (r.: Mikuli János)/ - Festival of Academic Theatres "10 days of Krsmanac" (Szerbia, Belgrád) 2009 /Buster Keraton sétája (r.: Mészáros Péter)/ - Thealter Fesztivál, Szeged, 2009 /Schnitczler: Körtánc (r.: Vargyas Márta)/ - Vendégjáték a marosvásárhelyi Színművészeti Egyetemen, 2010 /Schnitczler: Körtánc (r.: Vargyas Márta)/ /Euripidész: Bakkhánsnők (r.: Balogh Attila)/ - European Universities Theatre Festival, Istambul, 2010 /Borges: Márk evangéliuma (r.:Kányádi Szilárd)/ - Festival of Academic Theatres "10 days of Krsmanac" (Szerbia, Belgrád) 2011 /Euripidész: Íphigeneia Auliszban (r.:Rácz Attila)/ - RITU 30 international festival of university theatre (Belgium, Liege) 2013. /Euripidész: Íphigeneia Auliszban (r.:Rácz Attila)/ - Göppingen, 45. Internationaler Theatertage, (Németország) 2013. – vándordíj /PróbaDADA/. - IX. Nemzetközi Egyetemi Színházi Fesztivál, Pécs 2014. – rendezői díj: Zakariás Máté; színész díj: Kuti Gergely, Kecskés Alexisz |